# Crataegus tanuphylla
Crataegus tanuphylla är en rosväxtart som beskrevs av Charles Sprague Sargent. Crataegus tanuphylla ingår i Hagtornssläktet som ingår i familjen rosväxter. Inga underarter finns listade i Catalogue of Life.